# Командное чемпионство мира WCW
Командное чемпионство мира WCW (англ. WCW World Tag Team Championship, ранее — командное чемпионство мира NWA (Mid-Atlantic)) — это командный титул рестлинге, который использовался в World Championship Wrestling (WCW), а затем в World Wrestling Federation (WWF, сейчас WWE). Это оригинальный командный титул в WCW, который оставался активным до тех пор, пока не был объединен с командным чемпионством WWF.

## История
Титул изначально был создан в промоушне Mid-Atlantic Championship Wrestling (MACW) под управлением Jim Crockett Promotions (JCP). После введения титула в 1975 году, 29 января Minnesota Wrecking Crew стали первыми чемпионами. Титул был переименован в командное чемпионство мира WCW в 1991 году, когда Тед Тёрнер купил JCP, и он стал World Championship Wrestling.
В марте 2001 года World Wrestling Federation (WWF) приобрела WCW. Вскоре после этого произошло «Вторжение», в ходе которого альянс WCW/ECW был окончательно распущен. В течение этого времени титул назывался командным чемпионством WCW, при этом рестлеры WWF выигрывали титулы WCW и наоборот. На SummerSlam титул был объединен с командным чемпионством WWF в матче в стальной клетке, когда тогдашние командные чемпионы WCW Кейн и Гробовщик победили Криса Каньона и Даймонда Далласа Пейджа и завоевали командные титулы WWF. Титулы были объединены лишь временно, так как 17 сентября в эпизоде Raw Кейн и Гробовщик сначала проиграли командные титулы WWF «Братьям Дадли», а затем 25 сентября в эпизоде SmackDown! проиграли командные титулы WCW Букеру Ти и Тесту. На Survivor Series в ноябре 2001 года «Братья Дадли» победили тогдашних чемпионов WWF «Братьев Харди» (Джефф Харди и Мэтт Харди) и объединили командные чемпионства WCW и WWF. После этого титул был отправлен в историю, а WWE (бывшая WWF) официально признала «Братьев Дадли» последними командными чемпионами мира WCW.